# Vojtech Zamarovský

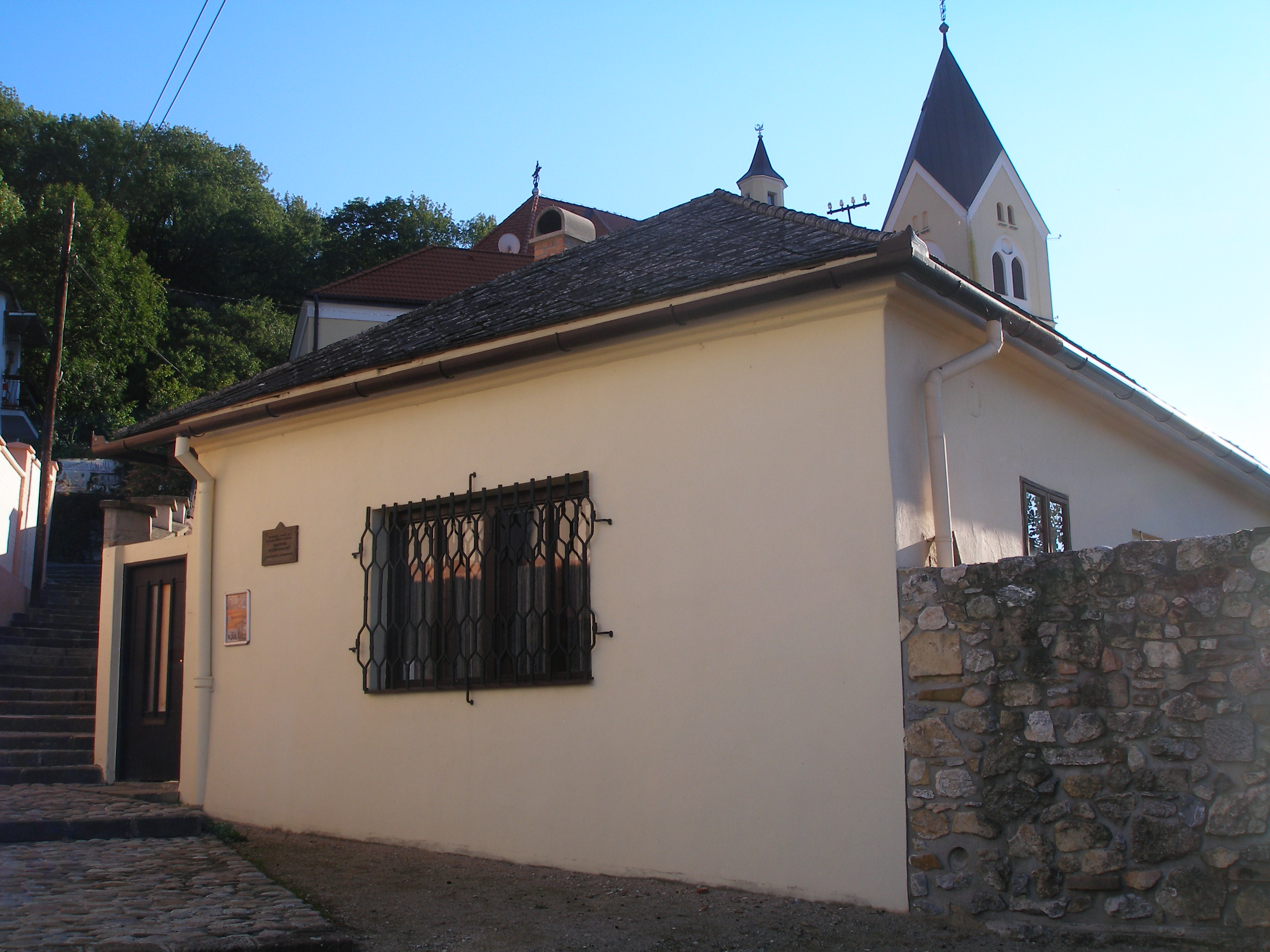
A szülőháza Trencsénben

Vojtech Zamarovský (Trencsén, 1919. október 5. – Prága, 2006. július 26.) népszerű és nagy hatású szlovák író, szak- és műfordító angol, német, francia és latin nyelvből.

## Élete
1938-ban Prágában kereskedelmi és közgazdasági tanulmányokat kezdett, 1939-ben Pozsonyba költözött a kar, ott végzett. Már az egyetemen a Szlovák Néppárt tagja lett, 1944-től a Hlinka-gárdába is belépett.
Jogi és közgazdasági diplomája 1943-as megszerzése után prágai állami hivatalokban dolgozott (Szlovák Nemzeti Bank, Állami Tervhivatal), és csak 1956-ban kezdett írni. Könyvei az ókori Földközi-tenger népeinek történetéről szólnak Egyiptomtól Hellászon keresztül Itáliáig. Műveit cseh és szlovák nyelven is kiadták, majd a külföldi terjesztéshez saját maga fordította azokat. 14 könyvet írt, amiket 15 nyelven adtak ki.
1953-ban politikai okokból távolították el a Tervhivatalból, ekkor került az állami irodalmi könyvkiadóhoz. Sok neves kortársához hasonlóan őt is beszervezte a kommunista titkosrendőrség, 1962-ig fizetett informátor volt, 1947 és 1952 között a kommunista párt tagja.
Hosszú ideig szenvedett Parkinson-kórban, halála előtt két hónappal kómába esett, amiből már nem ébredt fel.

## Művei
- 1960 – Za siedmimi divmi sveta, opis starovekých pamiatok a príslušných kultúr
  - A világ hét csodája; fordította: Hideghéty Erzsébet; Móra, Budapest, 1966
  - A világ hét csodája; fordította: Hideghéty Erzsébet; átdolgozott kiadás; General Press, Budapest, 2004
- 1961 – Za tajemstvím říše Chetitů (Za tajomstvom ríše Chetitov), pocta Bedřich Hrozný|Bedřichovi Hroznému, českému bádateľovi, ktorý ako prvý rozlúštil systém chetitského písma (preto bola kniha napísaná najprv v češtine)
  - Egy eltűnt birodalom titkai nyomában; fordította: Hideghéty Erzsébet; Móra, Budapest, 1972
- 1962 – Objavenie Tróje, dejiny archeologických vykopávok v Tróji a vysvetlenie starogréckej epiky a mytológie
  - Trója felfedezése; fordította: Hubik István; Móra, Budapest, 1966
- 1966 – Na počiatku bol Sumer, dejiny Sumerov
  - Kezdetben volt Sumér; fordította: Csorba Lajos; Móra, Budapest, 1966
- 1969 – Bohovia a hrdinovia antických bájí, slovník antickej mytológie
  - Istenek és hősök a görög-római mondavilágban A-Z; fordította:, jegyzetek, kiegészítések: Falvay Alfréd, versfordítás: Devecseri Gábor; Móra Budapest, 1970 (Ifjú olvasók klubja)
  - Istenek és hősök a görög-római mondavilágban A–Z; fordította: Balázs Andrea et al., átdolgozott, újrafordított kiadás; Magyar Könyvklub, Budapest, 2001
- 1971 – Dejiny písané Rímom, dejiny Rímskej ríše
  - Róma történelmet írt; fordította: Bártfai László; Móra, Budapest, 1969
  - Róma történelmet írt; fordította: Bártfai László; átdolgozott kiadás; General Press, Budapest, 2005
- 1974 – Grécky zázrak, dejiny starovekého Grécka
  - A görög csoda; fordította: Varga Erzsébet; Móra, Budapest, 1980
- 1975 – Gilgameš, literárne spracovanie sumerského eposu o Gilgamešovi
  - Gilgames az irodalomban
- 1977 – Ich veličenstvá pyramídy, o egyptských pyramídach
  - A felséges piramisok; fordította: Varga Erzsébet; Móra, Budapest, 1981
- 1978 – Vzkriesenie Olympie, dejiny Olympijských hier 
  - Élő Olimpia; fordította: Hideghéty Erzsébet; Móra, Budapest, 1984
- 1981 – Aeneas, spracovanie eposu od Vergília Mara – Vergilius Aeneasa
- 1986 – Bohovia a králi starého Egypta, dejiny starovekého Egypta
  - Istenek és királyok az ókori Egyiptomban
- 1987 – Sinuhet, príbeh Egypťana Sinuheta
  - Az egyiptomi Szinuhe története
- 1992 – Návrat do staroveku
  - Vissza az ókorba

## Fordítás
- Ez a szócikk részben vagy egészben  a   Vojtech Zamarovský című angol Wikipédia-szócikk fordításán alapul.  Az eredeti cikk szerkesztőit annak laptörténete sorolja fel. Ez a jelzés csupán a megfogalmazás eredetét és a szerzői jogokat jelzi, nem szolgál a cikkben szereplő információk forrásmegjelöléseként.
- Ez a szócikk részben vagy egészben  a   Vojtech Zamarovský című szlovák Wikipédia-szócikk fordításán alapul.  Az eredeti cikk szerkesztőit annak laptörténete sorolja fel. Ez a jelzés csupán a megfogalmazás eredetét és a szerzői jogokat jelzi, nem szolgál a cikkben szereplő információk forrásmegjelöléseként.